# Richard Matvichuk
Richard Dorian Matvichuk (* 5. Februar 1973 in Edmonton, Alberta) ist ein ehemaliger kanadischer Eishockeyspieler, -trainer und -funktionär, der im Verlauf seiner aktiven Karriere zwischen 1989 und 2008 unter anderem 919 Spiele für die Minnesota North Stars, Dallas Stars und New Jersey Devils in der National Hockey League auf der Position des Verteidigers bestritten hat. Seinen größten Karriereerfolg feierte Matvichuk in Diensten der Dallas Stars mit dem Gewinn des Stanley Cups im Jahr 1999. Anschließend betreute er als Trainer Mannschaften in der Central Hockey League, ECHL und Western Hockey League.

## Karriere
Richard Matvichuk begann seine Karriere als Eishockeyspieler bei den Saskatoon Blades, für die er von 1989 bis 1992 in der kanadischen Juniorenliga Western Hockey League aktiv war. In diesem Zeitraum wurde er im NHL Entry Draft 1991 in der ersten Runde als insgesamt achter Spieler von den Minnesota North Stars ausgewählt. Für Minnesota erzielte der Verteidiger in seinem Rookiejahr in der National Hockey League in der Saison 1992/93 in 53 Spielen zwei Tore und gab drei Vorlagen. Auch nach dem Umzug des Franchises nach Dallas und der Umbenennung in Dallas Stars, blieb er den Stars treu. Wie bereits in Minnesota lief er in seinen ersten beiden Jahren bei den Texanern parallel für deren Farmteam, die Kalamazoo Wings aus der International Hockey League, auf.
Mit den Dallas Stars erreichte Matvichuk in der Saison 1998/99 seinen größten Erfolg, als er mit seiner Mannschaft den Stanley Cup gewann. Nachdem er insgesamt zwölf Jahre im Franchise der Minnesota North Stars bzw. Dallas Stars verbracht hatte, unterschrieb der Kanadier am 12. Juli 2004 als Free Agent einen Vertrag bei deren Ligarivalen New Jersey Devils. Während des anschließenden Lockouts in der NHL-Saison 2004/05 pausierte Matvichuk mit dem Eishockey – er unterschrieb zwar einen Vertrag beim HC Slovan Bratislava, absolvierte aber kein Spiel für das Team. Von 2005 bis 2007 stand der ehemalige Nationalspieler ausschließlich für New Jersey in der NHL auf dem Eis, wobei er in der Spielzeit 2006/07 aufgrund einer Rückenverletzung nur ein Spiel der regulären Saison absolvieren konnte. Nach einer Spielzeit im Farmteam aus der American Hockey League New Jerseys, den Lowell Devils, beendete er 2008 im Alter von 35 Jahren seine aktive Laufbahn.
Ab der Saison 2012/13 war Matvichuk als Assistenztrainer und -General-Manager der Allen Americans in der Central Hockey League tätig. Nach zwei Jahren dort war der Kanadier mit Beginn der Saison 2014/15 Cheftrainer und Director of Hockey Operations der Missouri Mavericks aus der ECHL. Im Jahr 2016  wurde er mit dem John Brophy Award als bester Trainer der Liga und dem ECHL General Manager of the Year Award ausgezeichnet. Zur Spielzeit 2016/17 wechselte er auf den Cheftrainerposten der Prince George Cougars aus der Western Hockey League. Dort wurde er im Verlauf der Saison 2018/19 nach über zweijähriger Tätigkeit von seinen Aufgaben entbunden.

### International
Für Kanada nahm Matvichuk an der Junioren-Weltmeisterschaft 1992 sowie der Weltmeisterschaft 2002 teil. Beide Turniere schloss er mit der Mannschaft auf dem sechsten Rang ab.

## Erfolge und Auszeichnungen
| - 1992 WHL East First All-Star Team - 1992 Bill Hunter Memorial Trophy - 1999 Stanley-Cup-Gewinn mit den Dallas Stars | - 2016 John Brophy Award - 2016 ECHL General Manager of the Year Award |

## Karrierestatistik

### International
Vertrat Kanada bei:
- Junioren-Weltmeisterschaft 1992
- Weltmeisterschaft 2002

(Legende zur Spielerstatistik: Sp oder GP = absolvierte Spiele; T oder G = erzielte Tore; V oder A = erzielte Assists; Pkt oder Pts = erzielte Scorerpunkte; SM oder PIM = erhaltene Strafminuten; +/− = Plus/Minus-Bilanz; PP = erzielte Überzahltore; SH = erzielte Unterzahltore; GW = erzielte Siegtore; 1 Play-downs/Relegation; Kursiv: Statistik nicht vollständig)